# Temnosternus undulatus
Temnosternus undulatus là một loài bọ cánh cứng trong họ Cerambycidae.